# Valle de Lašva
La región del Valle de Lašva es una parte de la región que se encuentra en el  Cantón de Bosnia Central. El valle está geográficamente definido por la ruta que sigue el Río Lašva como afluente del Bosna. Cruza por las poblaciones de Travnik a través de Vitez, además de Busovača, Kiseljak, Novi Travnik, y Travnik en su avance.

## Historia

### Periodo prehistórico
Investigaciones arqueológicas han encontrado restos de la presencia humana en la región central de Bosnia, desde aproximadamente el siglo IX a. C.., lo que corresponde con culturas pertenecientes a la Edad del Hierro.La favorable posición geográfica del valle le permitió ser poblado junto al cauce del río Lašva. Sin embargo, dado que el área está bastante desprotegida y en numerosos momentos sus ocupantes fueron tomados por sorpresa por factores meteorológicos, escogieron el área montañosa para protegerse de posibles atacantes o factores medioambientales [cita requerida]. Los primeros descubrimientos de restos de culturas civilizadas que habitaron la zona son de origen románico, cuando el terreno fue adaptado debido a su importancia militar y estratégica, la cual sería de gran importancia para el crecimiento, comercio y supervivencia de los colonos.
Debido a la presencia del cauce del Lašva, el valle fue explotado para el beneficio económico de sus habitantes, de origen celta e ilirio[cita requerida]. Estos comenzaron a comerciar bienes de consumo con los viajeros que iban de Travnik a Vitez. En adición al río, las zonas montañosas circundantes ofrecían numerosos recursos mineros en forma de depósitos y minas, los cuales a su vez sirvieron de atractivo para la llegada de más habitantes. Los restos de algunos asentamientos fueron hallados en Turbe y Mosunj[cita requerida], los cuales se cree que son de origen romano.

### Periodo preotomano
El nombre de Lašva aparecería en los primeros documentos para la designación regional en el siglo XIII. Fue mencionado por primera vez por Bela IV de Hungría para designar el área en una de sus cartas, con fecha del 20 de abril de 1244, donde solicita el favor del papa Inocencio IV al acometer una guerra y ganarla contra los herejes de la Iglesia Bosnia, como se les llamaba entonces. En el documento se hace mención de tres católicas existentes en la región del Valle de Lašva; tan solo una de estas se ha podido confirmar como el regalo del Ban bosnio Matej Ninoslav en 1250[cita requerida].
No se hubiese pensado que el Valle de Lašva pudiese tener su propio centro de poder, eso sucedió antes de la llegada de los Franciscanos en el siglo XIII. Tras su subsecuente establecimiento en Vukarija, en 1340; sería posteriormente reconocido como el centro de poder de dicha región. Así los bosnios de Vukarija dispusieron, de acuerdo al testimonio del fraile Bartolomej Polanski (1385/1390), de monasterios en las poblaciones de Kraljeva Sutjeska, Visoko, Lašva y Olovo. Por consiguiente, el Valle de Lašva sería una región más ocupada dentro de las otras regiones de Bosnia[cita requerida].
Lašva es de nuevo mencionada en el siglo XV por el rey Segismundo de Hungría, el 5 de septiembre de 1425. En esa fecha, el rey premió a su hijo con varias propiedades en Paku, en el condado de Vuku, por su lealtad al rey al ganar las batallas contra el Imperio Otomano[cita requerida].
En el libro "Raíces y Vida" (en bosnio: Korijeni i Život) con el advenimiento del dominio otomano y su expansión está también mencionada la región: "Con la llegada de los otomanos y tras sus victorias militares en Jajce en 1463, se prendería fuego en las chimeneas, en las viejas casas y las iglesias con los libros cristianos. Con la llegada de los otomanos más represivos y su eterna tradición de maestros sanguinarios provenientes desde el Este, las personas empezarían a huir a través de las fronteras del sur y del norte mientras que otros se refugiaron en los monasterios de las montañas liderados por los Franciscanos"[cita requerida].
La última lucha por prevenir la expansión de los otomanos en el Valle de Lašva se produjo el 30 de mayo de 1463 y sería una total derrota, cuando Mehmed el Conquistador, en su regreso a Jajce, derrotó al último rey bosnio, Stephen Tomašević, en Milodraž (hoy día conocida como Brestovsko), villa localizada entre Kiseljak y Busovača.

### Periodo Otomano

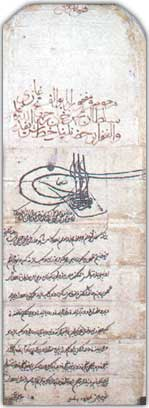
El nombre de Ahdname es usado por el sultán Fatih Sultan Mehmet; instituyente de la religión musulmana en Bosnia.

Bajo el dominio otomano, el franciscano Anđeo Zvizdović avisó al sultán sobre lo perjudicial de la persecución a los católicos y le pidió detener las constantes emigraciones de los habitantes de Bosnia a causa de la persecución religiosa a la que estaban sometidos. Sin embargo, esto continuaría, haciéndose inevitable la reunificación de los poblados y sus construcciones por falta de mantenimiento. Así el sultán accedió y emitió una proclama en 1463 para que en el pueblo de Ahdname prevaleciera la libertad de religión y culto para la población católica[cita requerida].
Debido a la vasta extensión del Imperio Otomano, los asuntos de gobierno se establecían con relación a su jurisdicción, dependiendo en el tamaño e importancia del vilayato, lo que no siempre permitía la libertad e independencia de muchos de sus dominios, dado que la capital Estambul se encontraba muy retirada. Bosnia fue usada como un estado plataforma para la anexión de otras naciones en las que el imperio sostenía guerras, lo cual la transformó consecuentemente en una nación bajo continua ocupación militar. Muchos de los habitantes junto a los franciscanos trataron de distanciarse de los asentamientos y lineamientos de los otomanos, muchas veces vivieron en condiciones ruinosas e improvisadas. La construcción de nuevos monasterios no estaba permitida, salvo erigir reemplazos sobre las bases de los antiguos ya derruidos. Por lo tanto, solamente tres monasterios sobrevivieron, los de Fojnica, Kreševo y el de Kraljeva Sutjeska[cita requerida].
Tras el ocaso del dominio otomano, el Valle de Lašva empezó a ser conocido como "municipalidad de Lašva" (en bosnio: nahija Lašva) la cual se centraría en Travnik. Como resultado, Travnik inició su crecimiento y empieza a emerger como una parte integral del imperio y su jurisdicción sobre el valle de Lašva y Bosnia se empezaría a acentuar.

### Periodo post otomano
El Valle de Lašva, y así mismo Bosnia; fueron emancipadas del dominio otomano en 1878, cuando la región pasó a estar bajo control del Imperio austrohúngaro. La región vio el regreso de la práctica de la religión católica, así como un resurgimiento en la construcción de obras de infraestructura e iglesias. La modernización bajo el mando austrohúngaro transformó el Valle de Lašva en un área capaz de competir en riqueza con otras regiones anteriormente establecidas y más desarrolladas. Durante el siglo XIX, así mismo, se dio la materialización del nacionalismo eslavo junto a la idea de una nación totalmente unida en el sur de los Balcanes como pueblo y ya bajo una bandera.[cita requerida]

### Actualidad
La región fue la cuna del paneslavismo, aunque a su vez es reconocida como el asiento de culturas como la croata, que se habían establecido con anterioridad, finalmente dando lugar a un inevitable choque entre bosnios y otras culturas. Posteriormente, la llegada en masa de los serbios a la región, tras la fundación del Reino de Yugoslavia en 1929, agudizó la problemática y la convirtió en un asunto difícil de resolverse, ya fuera bajo el gobierno austrohúngaro o el mando yugoslavo socialista de Tito, y en algo complejo de mantener en todo caso.[cita requerida]
Durante las guerras de la década de los 90 en Bosnia y Herzegovina, sucesos como el de las masacres del Valle de Lašva, la Masacre de Ahmići y otros tuvieron lugar en esta región, preponderantemente croata, pero en la que los pueblos serbio y bosnio mantenían un considerable número de habitantes.[cita requerida]
El Valle de Lašva a su vez ha sido señalado por su homogeneización cultural y religiosa, liderada por los croatas, quienes quisieron constituir por mayoría un estado de etnia croata, ignorando a los pobladores bosnios, a quienes hicieron abandonar sus residencias, reduciendo todo rastro de cultura musulmana[cita requerida] a escombros. Con los acuerdos de paz de Dayton se consigue el cese de las hostilidades, así como la fundación de laFederación de Bosnia y Herzegovina, ente federal territorial de la actual República Federal de Bosnia y Herzegovina.[cita requerida]
Tras las guerras de finales del siglo XX, la recuperación tras el periodo posconflicto le han hecho emerger como una de las zonas económicas más proactivas de Bosnia y Herzegovina, con ciudades como Vitez cobrando especial relevancia.[cita requerida]

## Demografía

### Último censo oficial por municipalidades de 1991
- La región del Valle de Lašva y sus cinco municipalidades (Busovača, Kiseljak, Novi Travnik, Travnik y Vitez), tienen una población total (según el censo de 1991) de 177.511 habitantes aproximadamente.[4]

### Composición étnica por municipalidades (1991)
El último dato oficial sería el establecido por el censo étnico-demográfico de 1991,en el que se subdivide de acuerdo al origen étnico y religioso las diferentes poblaciones de esta región. A continuación se presenta en la siguiente tabla dicha información:
| Composición étnica por municipalidades, censo oficial de 1991 |         |                 |                |               |                 |               |
| Municipalidad                                                 | Total   | Musulmanes      | Serbios        | "Yugoslavos"  | Croatas         | Otros         |
| Vitez                                                         | 27,859  | 11,514 (41,32%) | 1,501 (5,38%)  | 1,377 (4.94%) | 12,675 (45.49%) | 792 (2,87%)   |
| Busovača                                                      | 24,200  | 8,486 (44.94%)  | 634 (3,36%)    | 505 (2.67%)   | 9,089 (48.13%)  | 169 (0.89%)   |
| Kiseljak                                                      | 24,426  | 9,995 (40.92%)  | 759 (3.11%)    | 1,687 (6.91%) | 12,606 (51.61%) | 515 (2.11%)   |
| Novi Travnik                                                  | 30,624  | 11,649 (38.04%) | 4,087 (13.35%) | 2,115 (6.91%) | 12,127 (39.60%) | 646 (2.11%)   |
| Travnik                                                       | 70,402  | 31,862 (45.26%) | 7,751 (11.01%) | 3,688 (5.24%) | 26,008 (36.94%) | 1,093 (1.55%) |
| Total                                                         | 177,511 | 73,056 (41.15%) | 14,732 (8.29%) | 9,372 (5.27%) | 72,505 (40.84%) | 3,215 (1.81%) |